# Čërnaja (tributario del Mar Nero)
La Čorna, Čërnaja, o Cernaia (in russo Чёрная рекá?, Čërnaja reká, "fiume nero"; in ucraino Чорна річка?, Čorna rička), è un piccolo fiume della Crimea, territorio conteso tra la Russia e l'Ucraina. 

## Descrizione
Il fiume ha origine nella Valle di Bajdar a nord-est della cittadina di Rodnikivs'ke (44 ° 28 'N 33 ° 51' EG), appena ad ovest della quale sfocia in un piccolo lago. Da lì il suo corso prosegue in direzione ovest fino alla città di Inkerman dove entra nella baia di Sebastopoli, sulla costa sud-occidentale della penisola di Crimea. La sua lunghezza è di 34,5 km.

## Storia
La Čërnaja dà il nome alla battaglia della Cernaia, combattuta nel 1855 nell'ambito della guerra di Crimea.